# Medžybiž
Medžybiž (in ucraino Меджибіж?; in russo Меджибож?, Medžibož; in polacco Międzybóż o Międzybuż; in yiddish מעזשביזש‎?, Mezschbizsch o מעזיבוז, Mezibuz) è un insediamento rurale ucraino (1237 abitanti) nel distretto di Chmel'nyc'kyj, nell'oblast' di Chmel'nyc'kyj. Ospita l'amministrazione della comunità territoriale di Medžybiž , una delle comunità territoriali dell'Ucraina.
Fino al 18 luglio 2024 Medžybiž faceva parte del distretto di Letyčiv, abolito come parte della riforma amministrativa dell'Ucraina, che ha ridotto a tre il numero dei distretti dell'oblast' di Chmel'nyc'kyj. L'area del distretto di Letyčiv è stata fusa nel distretto di Chmel'nyc'kyj.
Fino al 26 gennaio 2024 Medžybiž era classificata come insediamento di tipo urbano. Da tale data è entrata in vigore una nuova legge che ha abolito questo status e Medžybiž è stata riclassificata come insediamento rurale,
Sorge a 25 km da Chmel'nyc'kyj, lungo la superstrada che collega quest'ultima città a Vinnycja, alla confluenza del fiume Bužok nel Bug Meridionale. Centro dei più importanti della Podolia, qui nacque la corrente ebraica del chassidismo.

## Origini del nome
Il nome Medžybiž deriva da mežbužye ovvero "tra il Bužek (ed il Bug)".

## Storia

### Le origini

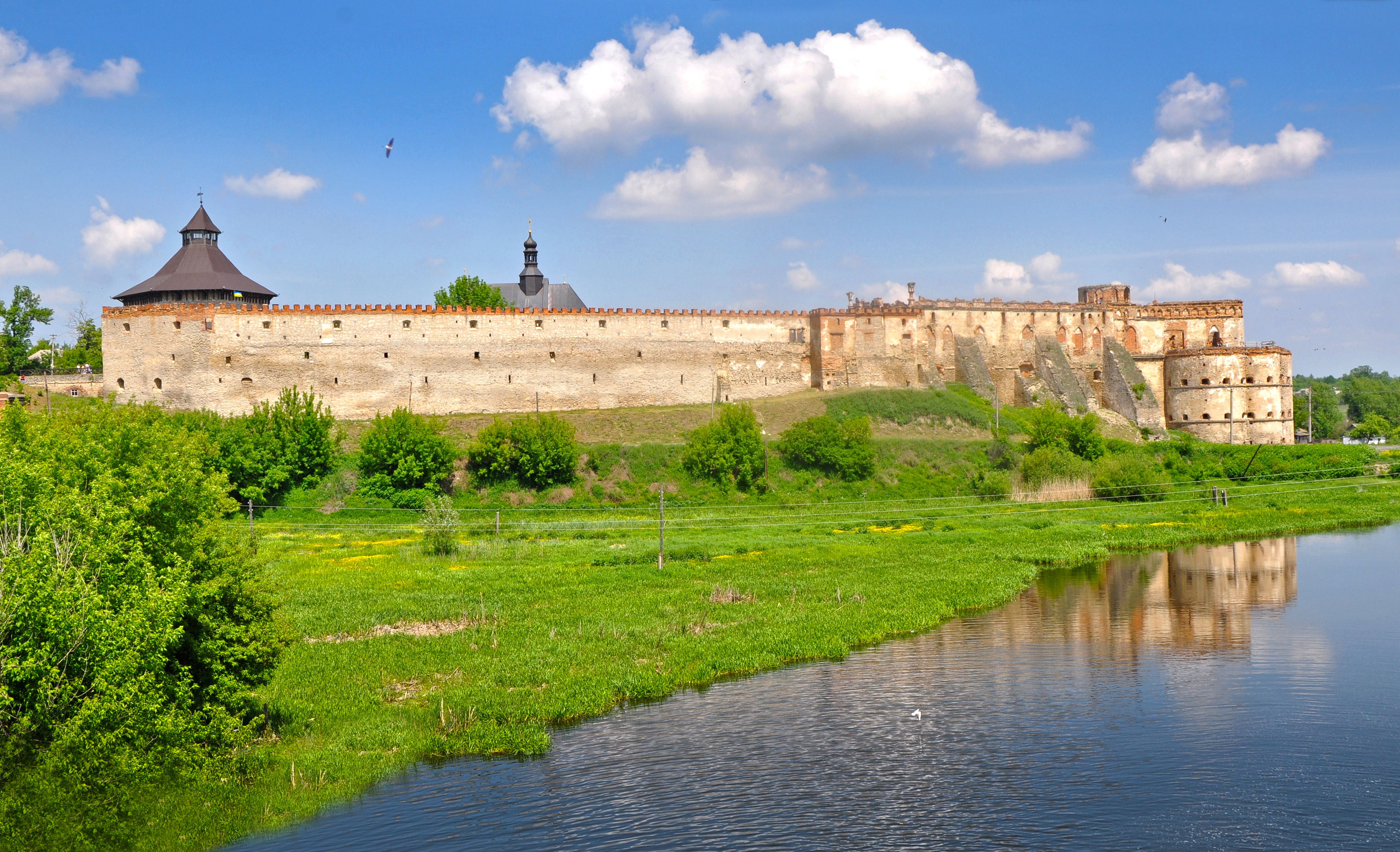
Il castello.

Nata come possesso della Rus' di Kiev, nel 1146 venne affidata a Svjatoslav II di Kiev che, due anni dopo la cedette a Rostislav I di Kiev. Data la sua importanza, dovette patire le incursioni e le devastazioni perpetrate da mongoli, lituani e tartari. Nel 1444 Medžybiž entrò a far parte del regno di Polonia e i suoi territori finirono tra i domini della famiglia Potocki. La fortezza venne rafforzata e fu innalzata una diga sul Bug. A metà del XVI secolo. la famiglia Zasławski fortificò a tal punto il castello da farlo risultare imprendibile, in questo modo inoltre venne solidificato il sistema difensivo contro le scorrerie dei turchi e dei tartari di Crimea.

### Il massacro del 1648 e l'arrivo dei turchi
Nel 1648 tutta l'Ucraina occidentale fu sconvolta dalla ribellione dei cosacchi capeggiati da Bohdan Chmel'nyc'kij. La città fu conquistata tre volte nel giro di un anno e la sua popolazione ebraica, 2 500 persone, su un totale di 12 000 abitanti, fu completamente sterminata dagli insorti. Dopo una lunga e inutile serie di trattative, Medžybiž cadde sotto l'Impero ottomano, che la tenne saldamente fino al 1682. La popolazione ebraica, ridotta ad un pugno di persone, contava in quell'epoca appena 250 membri. Sotto il controllo turco divenne capoluogo di sangiaccato, ma nel 1682 appunto le forze di Giovanni III di Polonia si reimpadronirono della città-fortezza. Tuttavia il controllo polacco della città non fu mai saldo, dati i frequenti scontri con i turchi, ma in questo periodo la città fiorì e la comunità ebraica tornò ai livelli antecedenti a quelli del 1648.

### L'epoca russa

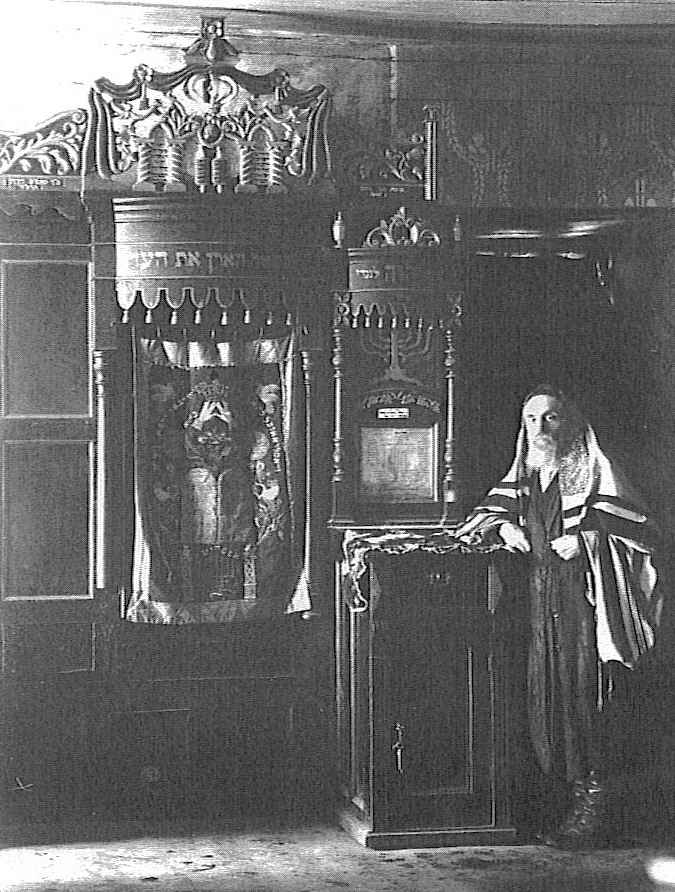
L'interno della sinagoga Sirkes nel 1930.

Nel 1793, con la seconda spartizione della Polonia, Medžybiž venne inglobata dall'Impero russo. La sede dell'amministrazione della Podolia, che qui aveva sempre avuto la sua sede, venne trasferita a Kam"janec'-Podil's'kyj. Trascurata inoltre dalla nuova linea ferroviaria, iniziò lentamente a declinare, mentre a pochi chilometri di distanza la città di Letyčiv, intercettando tutti i traffici ed i commerci di Medžybiž, entrò in un felice periodo economico. Occupata da truppe tedesche ed ungheresi durante la rivoluzione russa, Medžybiž fu teatro, nella successiva guerra civile russa, di diversi pogrom contro la popolazione ebraica. Con l'arrivo dei sovietici, l'economia ebbe un importante impulso, furono costruite scuole, ferrovie e arrivò l'elettricità. Anche Medžybiž venne duramente provata dalla grande carestia del 1930, perpetrata dal regime comunista contro i contadini ucraini.

### La seconda guerra mondiale
L'8 giugno 1941, agli albori dell'Operazione Barbarossa, Medžybiž venne occupata dalle truppe naziste, che la tennero fino al 24 marzo 1944, giorno in cui l'Armata rossa fece il suo ingresso nella città.
Durante l'occupazione, la popolazione ebraica venne segregata in un ghetto e costretta a lavorare al cantiere, diretto dall'Organizzazione Todt, della superstrada che avrebbe dovuto collegare Vinnycja, sede del quartier generale di Hitler sul fronte orientale, alla Germania. Una volta terminati i lavori, le Einsatzgruppen, che in precedenza avevano sterminato le comunità dei villaggi vicini, tra l'agosto e l'ottobre del 1942, uccisero tutti gli ebrei. Dai documenti redatti dalle autorità sovietiche, sarebbero state massacrate 2 558 persone.

## Istituzioni ebraiche a Medžybiž

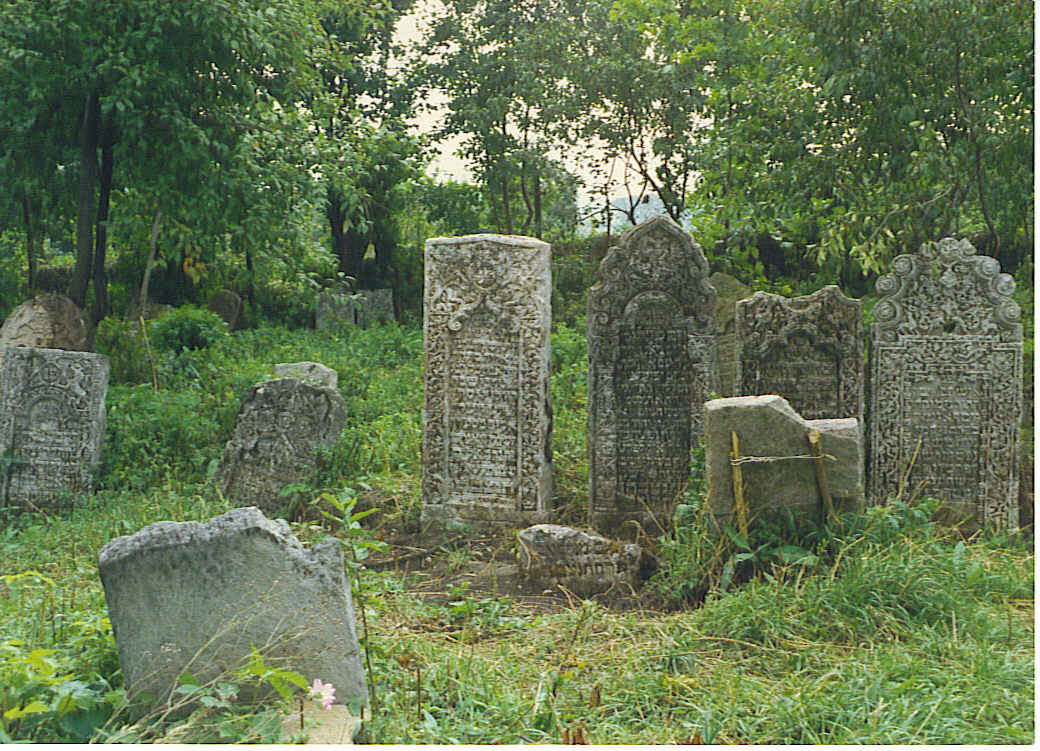
Il vecchio cimitero sul finire degli anni'80.

Medžybiž era sede di due sinagoghe e di un minian. Delle due sinagoghe una, quella intitolata a R. Avraham Yehoshua Heshel, usata fino a poco tempo fa per altri scopi, è stata acquistata da un'organizzazione ebraica che ne ha provveduto al restauro. L'altra sinagoga, intitolata a Baal Shem Tov, completamente in legno ed incendiata durante la seconda guerra mondiale, è stata recentemente ricostruita. Medžybiž possiede due cimiteri ebraici, il vecchio cimitero, che ospita tra l'altro la tomba del Baal Shem Tov, è diventato un'importante attrazione turistica.

## Monumenti
L'imponente fortezza, che sovrasta il villaggio, è in stato di semi-abbandono. Tuttavia ospita all'interno un museo sulla storia locale. Il castello, dotato di quattro grandi torri, domina il villaggio e la diga sul Bug.